# Bewertungsausschuss
Bewertungsausschüsse sind gesetzlich vorgeschriebene Gremien der Selbstverwaltung des deutschen Gesundheitswesens. Sie werden von der Kassenärztlichen Bundesvereinigung bzw. der Kassenzahnärztlichen Bundesvereinigung und dem Spitzenverband Bund der Krankenkassen (GKV-Spitzenverband) gebildet, um Vergütungssysteme für die ambulante und sektorenunabhängige Versorgung zu gestalten.
Der Bewertungsausschuss Ärzte („Bewertungsausschuss nach § 87 Abs. 1 Satz 1 SGB V“) besteht aus Vertretern von Kassenärztlicher Bundesvereinigung und GKV-Spitzenverband. Er erstellt mit dem Einheitlichen Bewertungsmaßstab (EBM) das Vergütungssystem, mit dem Vertragsärzte und Vertragspsychotherapeuten ihre im Rahmen der Kollektivverträge ambulant erbrachten Leistungen zulasten der gesetzlichen Krankenkassen abrechnen können und trifft grundsätzliche Entscheidungen, die von den Kassenärztlichen Vereinigungen (KV) und den Landesverbänden der gesetzlichen Krankenkassen in ihren regionalen Gesamtverträgen zu berücksichtigen sind. Zu Regelungen für die ambulante spezialfachärztliche Versorgung wird der Bewertungsausschuss um Vertreter der Deutschen Krankenhausgesellschaft ergänzt. Das Institut des Bewertungsausschusses hat die Geschäftsführung des Bewertungsausschusses Ärzte sowie des ergänzten Bewertungsausschusses inne und unterstützt die Ausschüsse bei deren Arbeit.
Im Bewertungsausschuss Zahnärzte erstellen Kassenzahnärztliche Bundesvereinigung und der GKV-Spitzenverband mit dem Bewertungsmaßstab zahnärztlicher Leistungen (BEMA) das Vergütungssystem, mit dem Vertragszahnärzte ihre Leistungen bei den gesetzlichen Krankenkassen abrechnen können.

## Historische Entwicklung
Gesetzliche Grundlage der Bewertungsausschüsse für ärztliche und zahnärztliche Leistungen ist § 87 Abs. 1 Satz 1 des Fünften Buches Sozialgesetzbuch (SGB V). Sie wurden im Jahr 1977 mit dem damaligen Krankenversicherungs-Kostendämpfungsgesetz (KVKG) errichtet. Ihre ursprüngliche personelle Besetzung bestand aus sieben Vertretern der Ärzte (bzw. Zahnärzte) und sieben Vertretern der Krankenkassen; auf Seiten der Krankenkassen waren die sieben sogenannten Kassenarten vertreten. Im Ergebnis der Gesundheitsreform von 2007 (Gesetz zur Stärkung des Wettbewerbs in der gesetzlichen Krankenversicherung – GKV-WSG) werden die Krankenkassen seit dem 1. Juli 2008 in den beiden Bewertungsausschüssen durch drei stimmberechtigte Mitglieder des GKV-Spitzenverbandes vertreten; die Ärzteseite bzw. Zahnärzteseite verfügt ebenfalls über drei stimmberechtigte Mitglieder.

Konkret beschließt der Bewertungsausschuss u. a. über:
- Änderungen im Einheitlichen Bewertungsmaßstab (EBM) einschließlich der Sachkosten
- den Orientierungswert
- die Veränderungsraten der Morbiditätsstruktur der Versicherten
- das Verfahren zur Anpassung der morbiditätsbedingten Gesamtvergütungen

Der ergänzte Bewertungsausschuss beschließt über:
- Anpassungen des Einheitlichen Bewertungsmaßstabes zur Vergütung der Leistungen der ambulanten spezialfachärztlichen Versorgung nach §116 b SGB V
- Regelungen zur Abrechnung der Leistungen und Kosten im Rahmen der Einholung von Zweitmeinungen
- Regelungen für die Versorgung im Notfall und Notdienst mit Differenzierung nach dem Schweregrad der Fälle

## Regelungskompetenzen des Bewertungsausschusses Ärzte

### Einheitlicher Bewertungsmaßstab
Der Bewertungsausschuss Ärzte erstellt und beschließt mit dem Einheitlichen Bewertungsmaßstab (EBM) das Verzeichnis der Gebührenordnungspositionen, die von den an der vertragsärztlichen Versorgung teilnehmenden Vertragsärzten und Vertragspsychotherapeuten gegenüber den gesetzlichen Krankenkassen abgerechnet werden können. Dieses abschließende Verzeichnis beschreibt die Leistungsinhalte und Bewertungen sowohl für die vertragsärztliche als auch die ambulante spezialfachärztliche Versorgung. Die Bewertung der Leistungen im EBM – ausgenommen Sachkosten – erfolgt in Punkten. Die tatsächliche Bewertung einer vertragsärztlichen Leistung in der regionalen Euro-Gebührenordnung ergibt sich aus der Multiplikation der EBM-Punktzahl mit dem regional vereinbarten Punktwert.

### Orientierungswert
Der Bewertungsausschuss Ärzte legt gemäß § 87 Abs. 2e SGB V für jedes Jahr einen Orientierungswert in Euro fest, der als Grundlage für die Verhandlungen zwischen den Kassenärztlichen Vereinigungen und den Landesverbänden der gesetzlichen Krankenkassen zur Höhe der regionalen Punktwerte in den siebzehn KV-Bezirken dient. Mit diesem regionalen Punktwert werden zum einen die Punktzahlleistungen des EBM im jeweiligen KV-Bezirk in Euro-Beträge umgerechnet (regionale Euro-Gebührenordnung). Zum anderen wird der sogenannte Behandlungsbedarf mit dem regionalen Punktwert in einen Euro-Betrag umgerechnet (morbiditätsbedingte Gesamtvergütung). Der Orientierungswert für das Jahr 2025 ist vom Bewertungsausschuss auf 12,3934 Cent festgesetzt worden (Erhöhung gegenüber 2024: 3,85 %). Die Kassenärztlichen Vereinigungen haben die Möglichkeit, mit den Landesverbänden der Krankenkassen für förderungswürdige Leistungen sowie für Leistungen von besonders zu fördernden Leistungserbringern, insbesondere in unterversorgten Planungsbereichen, Zuschläge auf den Orientierungswert zu vereinbaren.

### Empfehlungen und Vorgaben zur Anpassung der regional vereinbarten morbiditätsbedingten Gesamtvergütungen
§ 87a SGB V sieht die jährliche Anpassung des Volumens der von den gesetzlichen Krankenkassen an die Kassenärztlichen Vereinigungen zu zahlenden morbiditätsbedingten Gesamtvergütungen (MGV) vor.
Hierzu vereinbaren die Kassenärztlichen Vereinigungen und die Landesverbände der gesetzlichen Krankenkassen jährlich den mit der Zahl und der Morbiditätsstruktur der Versicherten verbundenen Behandlungsbedarf (als Summe von Punkten des EBM). Grundlagen der Vereinbarung über die Anpassung des Behandlungsbedarfs sind unter anderem die Veränderung der Zahl der Versicherten und die Veränderung der Morbiditätsstruktur der Versicherten. Bei der jährlichen Anpassung des Behandlungsbedarfs sind die Empfehlungen und Vorgaben des Bewertungsausschusses Ärzte zu berücksichtigen. Die morbiditätsbedingte Gesamtvergütung ergibt sich aus der Multiplikation des regional vereinbarten Behandlungsbedarfs mit dem regional vereinbarten Punktwert.
Der Bewertungsausschuss Ärzte beschließt unter anderem Verfahrensvorgaben zur Ermittlung der Aufsatzwerte des Behandlungsbedarfs und zur Bereinigung des Behandlungsbedarfs um Leistungen der selektivvertraglichen und ambulanten spezialfachärztlichen Versorgung.
Weiterhin beschließt der Bewertungsausschuss Ärzte jährlich Empfehlungen zu den Veränderungen der Morbiditätsstruktur der Versicherten. Gegenstand sind dabei demografische Veränderungsraten (basierend auf Alter und Geschlecht der Versicherten) und diagnosebezogene Veränderungsraten (insbesondere basierend auf Behandlungsdiagnosen der  Versicherten) für jeden einzelnen KV-Bezirk. Basierend auf diesen Empfehlungen wird regional in jedem KV-Bezirk mit den Landesverbänden der gesetzlichen Krankenkassen die tatsächlich zu verwendende Veränderungsrate der Morbiditätsstruktur verhandelt und vereinbart. Die durch den Bewertungsausschuss empfohlenen Veränderungsraten der Morbiditätsstruktur der Versicherten drücken dabei die durchschnittliche Veränderung pro Versicherten aus. Diese Veränderungsraten der Morbiditätsstruktur werden vom Institut des Bewertungsausschusses berechnet. Die Berechnungen basieren auf dem jeweils geltenden Modell eines Klassifikationsverfahrens, dessen Grundlage gesetzlich vorgegeben ist, welches jedoch für die diagnosebezogenen Raten vom Bewertungsausschuss auf seine weitere Eignung für die Anwendung in der vertragsärztlichen Versorgung überprüft und fortentwickelt werden kann.

## Erweiterter Bewertungsausschuss
Die in den Bewertungsausschüssen zu treffenden Vereinbarungen können nur durch übereinstimmenden Beschluss aller Mitglieder (einvernehmlich) zustande kommen. Ist dies nicht möglich, wird der Bewertungsausschuss um einen unparteiischen Vorsitzenden sowie zwei weitere unparteiische Mitglieder erweitert (Erweiterter Bewertungsausschuss), wenn mindestens zwei Mitglieder dies beantragen. Von den zwei weiteren unparteiischen Mitgliedern wird ein Mitglied von der Kassenärztlichen bzw. der Kassenzahnärztlichen Bundesvereinigung, das andere unparteiische Mitglied wird vom GKV-Spitzenverband benannt. Auf den unparteiischen Vorsitzenden müssen sich beide Seiten einigen (Amtszeit der unparteiischen Vorsitzenden: vier Jahre). Unparteiischer Vorsitzender im Erweiterten Bewertungsausschuss Ärzte ist seit dem Jahr 2007 der Essener Gesundheitsökonom Jürgen Wasem; unparteiischer Vorsitzender im Erweiterten Bewertungsausschuss Zahnärzte ist seit 1995 der Münchener Gesundheitsökonom Günter Neubauer. Im Erweiterten Bewertungsausschuss werden Entscheidungen mit der Mehrheit der Mitglieder getroffen (§ 87 Abs. 5 Satz 1 SGB V). Das heißt, dass ein Beschluss mindestens fünf Stimmen benötigt; dabei sind – anders als bei den Schiedsämtern – Enthaltungen zulässig.

## Wirkungen der Beschlüsse des Bewertungsausschusses
Beschlüsse der beiden Bewertungsausschüsse sowie der Erweiterten Bewertungsausschüsse haben nach der Rechtsprechung des Bundessozialgerichts einen Doppelcharakter: Gegenüber den unmittelbar Beteiligten (Kassenärztliche Bundesvereinigung bzw. Kassenzahnärztliche Bundesvereinigung; GKV-Spitzenverband) wirken sie als Verwaltungsakt, den diese gerichtlich (beim Landessozialgericht Berlin-Brandenburg) beklagen können. Gegenüber den Kassenärztlichen bzw. Kassenzahnärztlichen Vereinigungen und Krankenkassen sowie gegenüber den Ärzten und Patienten wirken die Beschlüsse wie untergesetzliche Normen. Teilweise hat die Landesebene (Kassenärztliche bzw. Kassenzahnärztliche Vereinigungen und Landesverbände der gesetzlichen Krankenkassen) die Möglichkeit, im Rahmen der Beschlüsse des Bewertungsausschusses die regionalen Ausgestaltungen zu regeln. Das Bundesministerium für Gesundheit kann seit der Gesundheitsreform von 2007 Beschlüsse beanstanden. Kommen Beschlüsse nicht innerhalb der gesetzlich vorgeschriebenen Frist zustande, kann das Ministerium eine Ersatzvornahme tätigen.